# Lijst van horrorfilms
Dit is een lijst van bekende horrorfilms, in chronologische volgorde.
- Titels beginnend met 'the' staan gerangschikt naar de eerste letter van het tweede woord

1896
- Le Manoir du diable

1908
- Dr. Jekyll and Mr. Hyde

1910
- Frankenstein

1913
- Der Student von Prag

1915
- Der Golem
- Life Without Soul
- Mortmain

1916
- The Kiss of a Vampire

1917
- Furcht
- Der Golem und die Tänzerin
- Hilde Warren und der Tod
- Satan Triumphant (origineel: Satana likuyushchiy)

1918
- Alraune

1919
- The Haunted Bedroom

1920
- Das Cabinet des Dr. Caligari
- Der Januskopf
- Dr. Jekyll and Mr. Hyde
- Genuine
- Der Golem, wie er in die Welt kam

1921
- The Death of Dracula (origineel: Drakula halála)
- Körkarlen

1922
- A Blind Bargain
- Häxan
- Nosferatu, eine Symphonie des Grauens

1923
- The Monkey's Paw
- While Paris Sleeps

1924
- Orlacs Hände
- Das Wachsfigurenkabinett

1925
- The Phantom of the Opera

1926
- Faust - Eine deutsche Volkssage
- The Magician

1927
- The Cat and the Canary
- London After Midnight

1928
- The Fall of the House of Usher

1929
- Cagliostro - Liebe und Leben eines großen Abenteurers
- The Last Warning

1930
- The Cat Creeps

1931
- Dracula
- Drácula
- Frankenstein
- Dr. Jekyll and Mr. Hyde

1932
- Doctor X
- Freaks
- Island of Lost Souls
- The Mummy
- Murders in the Rue Morgue
- The Old Dark House
- White Zombie
- Vampyr

1933
- The Ghoul
- The Invisible Man
- King Kong
- The Monkey's Paw
- Murders in the Zoo
- Mystery of the Wax Museum

1934
- The Black Cat
- Black Moon
- The Tell-Tale Heart

1935
Bride of Frankenstein
Mad Love
The Raven
Werewolf of London
1936
The Devil-Doll
Dracula's Daughter
Fährmann Maria
Le Golem
The Invisible Ray
The Man Who Changed His Mind
Sweeney Todd: The Demon Barber of Fleet Street
The Walking Dead
1937
Song At Midnight (origineel: Ye ban ge sheng)
1938
The Ghost Cat and the Mysterious Shamisen (origineel: Kaibyô nazo no shamisen)
J'accuse!
1939
The Cat and the Canary
The Man They Could Not Hang
The Return of Doctor X
Son of Frankenstein
1940
Dr. Cyclops
The Invisible Man Returns
The Mummy's Hand
1941
The Devil Commands
Dr. Jekyll and Mr. Hyde
House of Wax
The Monster and the Girl
The Wolf Man
1942
Cat People
Dr. Renault's Secret
The Ghost of Frankenstein
Night Monster
1943
Frankenstein Meets the Wolf Man
I Walked with a Zombie
La main du diable
The Leopard Man
The Seventh Victim
Son of Dracula
1944
The Curse of the Cat People
House of Frankenstein
The Invisible Man's Revenge
The Lodger
The Return of the Vampire
1945
The Body Snatcher
Dead of Night
House of Dracula
Isle of the Dead
The Jungle Captive
O Louco
The Phantom Speaks
The Picture of Dorian Gray
The Woman Who Came Back
1946
The Beast with Five Fingers
Bedlam
She-Wolf of London
The Spider Woman Strikes Back
1947
La herencia de la Llorona
...och efter skymning kommer mörker
Sanbon yubi no otoko (aka Honjin Murder Case)
1948
Abbott and Costello Meet Frankenstein
The Monkey's Paw
1949
The Queen of Spades
1950
El hombre sin rostro
1951
The Strange Door
The Thing from Another World
1952
Valkoinen peura
1953
The Beast from 20,000 Fathoms
Drakula Istanbul'da
House of Wax
The Maze
1954
Creature from the Black Lagoon
Godzilla (origineel: Gojira)
Them!
1955
Cult of the Cobra
Dementia
Les Diaboliques
Abominable Snowman (origineel: Jû jin yuki otoko, na verwijdering van enkele scènes en toevoeging van andere in de VS uitgebracht als Half Human)
The Quatermass Xperiment
Revenge of the Creature
Three Cases of Murder
1956
The Bad Seed
The Black Sleep
The Creature Walks Among Us
Invasion of the Body Snatchers
I vampiri
The Mole People
The Werewolf
X: The Unknown
1957
The Abominable Snowman
Back from the Dead
The Curse of Frankenstein
The Cyclops
The Depths (origineel: Kaidan Kasane-ga-fuchi)
From Hell It Came
I Was a Teenage Werewolf
Night of the Demon
Not of This Earth
The Vampire (origineel: El vampiro)
1958
The Blob
Dracula
Earth vs. the Spider
Fiend Without a Face
The Fly
Grip of the Strangler (aka The Haunted Strangler)
I Bury the Living
Lake of the Dead (origineel: De dødes tjern)
Night of the Blood Beast
The Revenge of Frankenstein
The Screaming Skull
1959
The Black Pit of Dr. M (origineel: Misterios de ultratumba)
Caltiki: The Immortal Monster (origineel: Caltiki - il mostro immortale)
The Four Skulls of Jonathan Drake
Horrors of the Black Museum
House on Haunted Hill
The Man Who Could Cheat Death
The Mummy
Plan 9 from Outer Space
The Tingler
1960
13 Ghosts
The Brides of Dracula
The City of the Dead
...Et Mourir de Plaisir (ook bekend als Blood and Roses)
The Flesh and the Fiends
House of Usher
Jigoku
La maschera del demonio
Mill of the Stone Women (origineel: Il mulino delle donne di pietra)
Peeping Tom
Psycho
The Two Faces of Dr. Jekyll
Village of the Damned
Les Yeux sans visage
1961
Creature from the Haunted Sea
Curse of the Doll People (origineel: Muñecos infernales)
The Innocents
Mr. Sardonicus
Night Tide
The Pit and the Pendulum
The Shadow of the Cat
1962
The Awful Dr. Orlof (origineel: Gritos en la noche)
Cape Fear
Carnival of Souls
Night of the Eagle
Okinawan Horror: Upside-Down Ghost - Chinese Horror: Breaking a Coffin (origineel: Okinawa kaidan: Sakazuri yûrei - Shina kaidan: Shikan yaburi)
Premature Burial
The Terror of Dr. Hichcock (origineel: L'orribile segreto del Dr. Hichcock)
The Witch's Mirror (origineel: El espejo de la bruja)
1963
The Birds
Black Sabbath (origineel: I tre volti della paura)
Blood Feast
The Curse of the Crying Woman (origineel: La maldición de la Llorona)
The Damned
Il demonio
Diary of a Madman
The Haunted Palace
The Haunting
The Kiss From Beyond the Grave (origineel: El beso de ultratumba)
The Kiss of the Vampire
Matango
Silent Playground
Six She's and a He
The Raven
Twice-Told Tales
The Virgin of Nuremberg (origineel: La vergine di Norimberga)
The Whip and the Body (origineel La frusta e il corpo)
X: The Man with the X-ray Eyes
1964
At Midnight I'll Take Your Soul (origineel: À Meia-Noite Levarei Sua Alma)
Blood and Black Lace (origineel: Sei donne per l'assassino)
Castle of Blood (origineel: Danza macabra)
The Flesh Eaters
The Ghost of Sierra de Cobre
The Gorgon
Kaidan
The Last Man on Earth
Long Hair of Death (origineel: I lunghi capelli della morte)
Nightmare
Onibaba
The Masque of the Red Death
The Tomb of Ligeia
Witchcraft
1965
Dark Intruder
Dr. Terror's House of Horrors
Nightmare Castle (origineel: Amanti d'oltretomba)
Repulsion
1966
An Angel for Satan (origineel: Un angelo per Satana)
Chamber of Horrors
The Diabolical Dr. Z (origineel: Miss Muerte)
Dracula: Prince of Darkness
Incubus
Island of Terror
Kill, Baby, Kill (origineel: Operazione paura)
Naked Evil
Picture Mommy Dead
The Plague of the Zombies
The Reptile
The Witches
1967
Frankenstein Created Woman
It! (aka Anger of the Golem en Curse of the Golem)
The Mummy's Shroud
Necronomicon - Geträumte Sünden (aka Succubus)
The Shuttered Room
Die Schlangengrube und das Pendel (aka The Blood Demon en The Torture Chamber of Dr. Sadism)
The Sorcerers
Theatre of Death
This Night I'll Possess Your Corpse (origineel: Esta Noite Encarnarei no Teu Cadáver)
Torture Garden
Viy (aka Spirit of Evil)
Zinda Laash (aka Dracula in Pakistan en The Living Corpse)
1968
A Quiet Place in the Country (origineel: Un tranquillo posto di campagna)
The Blood Beast Terror
Brides of Blood
The Bushwhacker
Corruption
The Curse of Her Flesh
Curse of the Crimson Altar
The Devil Rides Out
Dracula Has Risen from the Grave
Even the Wind is Afraid (origineel: Hasta el viento tiene miedo)
The Ghosts of Hanley House
Goke, Body Snatcher from Hell (origineel: Kyuketsuki Gokemidoro)
The Hand of Night (aka Beast of Morocco)
Histoires extraordinaires (aka Spirits of the Dead)
The Kiss of Her Flesh
Kuroneko (aka Yabu no naka no kuroneko en The Black Cat)
Le viol du vampire (aka The Rape of the Vampire)
Mad Doctor of Blood Island
Night of the Living Dead
Rosemary's Baby
Shogun's Joys of Torture (origineel: Tokugawa onna keibatsu-shi)
Spider Baby
Snake Woman's Curse (origineel: Kaidan hebi-onna)
The Strange World of Coffin Joe (origineel: O Estranho Mundo de Zé do Caixão)
War of the Insects (origineel: Konchû daisensô)
Witchfinder General
1969
The Book of Stone (origineel: El libro de piedra)
The Cremator (origineel: Spalovač mrtvol)
Eye of the Cat
Fear No Evil
Frankenstein Must Be Destroyed
Horrors of Malformed Men (aka Horror of a Deformed Man, origineel: Kyôfu kikei ningen: Edogawa Rampo zenshû)
The House That Screamed (origineel: La residencia)
The Ice House (aka Love in Cold Blood en The Passion Pit)
Night of the Bloody Apes (origineel: La horripilante bestia humana)
The Oblong Box
Taste the Blood of Dracula
The Witchmaker
1970
Auch Zwerge haben klein angefangen
Awakening of the Beast (origineel: O Ritual dos Sádicos)
The Ballad of Tam Lin
The Bloody Judge (origineel: Il trono di fuoco)
Count Dracula (aka: Nachts, wenn Dracula erwacht)
Count Yorga, Vampire
Crowhaven Farm
Cry of the Banshee
The Dunwich Horror
Equinox
Hatchet for the Honeymoon (origineel: Il rosso segno della follia)
The Horror of Frankenstein
House of Dark Shadows
The House That Would Not Die
I Drink Your Blood
La rose écorchée (aka The Blood Rose)
Mark of the Devil (origineel: Hexen bis aufs Blut gequält)
The Nude Vampire (origineel: La vampire nue)
Scars of Dracula
Taste the Blood of Dracula
L'uccello dalle piume di cristallo (origineel: The Bird with the Crystal Plumage)
The Vampire Lovers
Witches' Hammer (origineel: Kladivo na carodejnice)
The Wizard of Gore
1971
The Abominable Dr. Phibes
The Black Belly of the Tarantula (origineel: La tarantola dal ventre nero)
Blood from the Mummy's Tomb
The Blood on Satan's Claw
The Cat O'Nine Tails (origineel: Il gatto a nove code)
Countess Dracula
Daughters of Darkness (origineel: Les lèvres rouges)
The Devil's Nightmare (origineel: La plus longue nuit du diable)
Dr Jekyll & Sister Hyde
Hands of the Ripper
The House That Dripped Blood
Le frisson des vampires (aka The Shiver of the Vampires)
I, Monster
Let's Scare Jessica to Death
Lust for a Vampire
The Mephisto Waltz
The Nightcomers
The Night Evelyn Came Out of the Grave (origineel: La notte che Evelyn uscì dalla tomba)
Requiem pour un Vampire (aka Vierges et vampires en Requiem for a Vampire)
The Return of Count Yorga
Sie tötete in Ekstase (aka She Killed in Ecstasy)
Slaughter Hotel (origineel: La bestia uccide a sangue freddo)
Twins of Evil
Twitch of the Death Nerve (aka Bay of Blood, origineel: Reazione a catena)
The Velvet Vampire (aka Cemetery Girls)
They Have Changed Their Face (origineel: Hanno cambiato faccia)
Web of the Spider (origineel: Nella stretta morsa del ragno)
Willard
1972
Arcana
All the Colors of the Dark (origineel: Tutti i colori del buio)
Asylum
Baron Blood (origineel: Gli orrori del castello di Norimberga)
Ben
The Blood Spattered Bride (origineel: La novia ensangrentada)
Dead of Night
Deliverance
Dr. Phibes Rises Again
Don't Torture a Duckling (origineel: Non si sevizia un paperino)
Frenzy
Gargoyles
Home for the Holidays
Horror Express
The Last House on the Left
Le Moine
Night of the Devils (origineel: La notte dei diavoli)
The Night Stalker
The Other
The Possession of Joel Delaney
The Red Queen Kills Seven Times (origineel: La dama rossa uccide sette volte)
The Stone Tape
Tales from the Crypt
Tombs of the Blind Dead (origineel: La noche del terror ciego)
Vampire Circus
Whoever Slew Auntie Roo?
1973
A Cold Night's Death
A Reflection of Fear
The Asphyx (aka The Horror of Death en Spirit of the Dead)
Au rendez-vous de la mort joyeuse (aka At the Meeting with Joyous Death en Expulsion of the Devil)
Blood Castle (origineel: Ceremonia sangrienta)
The Bloodstained Lawn (origineel: Il prato macchiato di rosso)
The Cannibal Man (origineel: La semana del asesino)
The Cat Creature
The Crazies
The Creeping Flesh
Death Smiled at Murder (origineel: La morte ha sorriso all'assassino)
The Devil's Daughter
Don't Be Afraid of the Dark
Don't Look Now
The Exorcist
Frankenstein: The True Story
Hunchback of the Morgue (origineel: El jorobado de la Morgue)
Isn't It Shocking?
The Legend of Hell House
Lemora: A Child's Tale of the Supernatural (aka Lady Dracula)
Leptirica
Lisa and the Devil (origineel: Lisa e il diavolo)
Love Me Deadly
Malatesta's Carnival of Blood
Messiah of Evil
The Night Strangler
The Norliss Tapes
Satan's School for Girls
Scream, Pretty Peggy
Sisters
Theatre of Blood
Torso (origineel: I corpi presentano tracce di violenza carnale)
The Vault of Horror
Voices
The Wicker Man
1974
Bad Ronald
Black Christmas
Blood for Dracula
Deranged
Don't Look Now
Frightmare
From Beyond the Grave
It's Alive
Let Sleeping Corpses Lie (Non si deve profanare il sonno dei morti)
Seizure
Symptoms
The Texas Chain Saw Massacre
Vampyres
1975
Blacker Than the Night (origineel: Más negro que la noche)
Deep Red (origineel: Profondo rosso)
The Devil's Rain
Jaws
The Love Butcher
Night Train Murders (origineel: L'ultimo treno della notte)
Salò o le 120 giornate di Sodoma
The Rocky Horror Picture Show
Shivers
The Stepford Wives
Trilogy of Terror
1976
Assault! Jack the Ripper (origineel: Bôkô Kirisaki Jakku)
Black Magic 2 (origineel: Gou hun jiang tou)
Burnt Offerings
Communion (aka Alice Sweet Alice en  Holy Terror)
Carrie
Death Weekend
God Told Me To
The House With Laughing Windows (origineel: La casa dalle finestre che ridono)
Inquisition (origineel: Inquisición)
Island of the Damned (origineel: ¿Quién puede matar a un niño?)
Island of Death (origineel: Ta paidia tou Diavolou)
Mansion of the Doomed
Martin
The Omen
The Rat Saviour (origineel: Izbavitelj)
Shogun's Sadism (aka The Joy of Torture 2: Oxen Split Torturing, origineel: Tokugawa onna keibatsu-emaki: Ushi-zaki no kei)
Spirit of the Raped (origineel: So ming)
To the Devil a Daughter
The Town That Dreaded Sundown
1977
Exorcist II: The Heretic
Full Circle
The Hills Have Eyes
The Last House on Dead End Street
Rabid
Shock (origineel: Schock)
The Sentinel
Sisters of Satan (origineel: Alucarda, la hija de las tinieblas)
Suspiria
1978
Dawn of the Dead
Damien: Omen II
Halloween
Invasion of the Body Snatchers
I Spit on Your Grave (aka Day of the Woman)
The Initiation of Sarah
It Lives Again (aka It's Alive 2)
Jaws 2
The Manitou
Patrick
Piranha
Les raisins de la mort (aka The Grapes of Death)
Satan's Blood (origineel: Escalofrío)
The Toolbox Murders
1979
Alien
The Amityville Horror
Beautiful Girl Hunter (origineel: Dabide no hoshi: Bishôjo-gari)
Aunt Alejandra (origineel: La tía Alejandra)
Beyond the Darkness (aka Buried Alive en Blue Holocaust, origineel: Buio Omega)
The Brood
Don't Go in the House
Dracula
The Driller Killer
Fascination
The Haunting of M.
Nosferatu: Phantom der Nacht
Perversion (origineel: Estupro)
Phantasm
Salem's Lot
Thirst
Tourist Trap
When a Stranger Calls
Zombi 2
1980
Antropophagus
Burial Ground
Cannibal Apocalypse (origineel: Apocalypse domani)
Cannibal Holocaust (origineel: Canibal Holocausto)
The Changeling
City of the Living Dead (origineel: Paura nella città dei morti viventi)
The Fog
Friday the 13th
The House on the Edge of the Park (origineel: La casa sperduta nel parco)
Inferno
Maniac
Nightmare City (origineel: Incubo sulla città contaminata)
Prom Night
Scared to Death
The Shining
Terror Train
Virus
Zombi Holocaust
1981
Absurd (aka Rosso Sangue en Anthropophagus 2)
An American Werewolf in London
The Beyond (origineel: ...E tu vivrai nel terrore! L'aldilà)
Burial Ground: The Nights of Terror (origineel: Le notti del terrore)
The Burning
The Black Cat (origineel: Gatto nero)
Cannibal Ferox
Cannibal Terror
Dark Night of the Scarecrow
Dead & Buried
The Evil Dead
Evilspeak
Friday the 13th Part 2
Ghost Story
Halloween II
Hell Night
The House by the Cemetery (origineel: Quella villa accanto al cimitero)
The Howling
Just Before Dawn
Leák (aka Mystics in Bali)
My Bloody Valentine
Nightmare
Omen III: The Final Conflict
Possession
The Prowler
Return of the Wolfman (origineel: El Retorno del Hombre Lobo)
Scanners
There Was a Little Girl (aka Madhouse)
This House Possessed
Wolfen
1982
Alone in the Dark
Amityville II: The Possession
Basket Case
Blood Song
Cat People
Creepshow
Don't Go to Sleep
The Entity
Friday the 13th Part III
Halloween III: Season of the Witch
La morte vivante (aka The Living Dead Girl)
The Last Horror Film
Madman
The New York Ripper (origineel Lo squartatore di New York)
Next of Kin
Night Warning
One Dark Night
Pieces (origineel: Mil gritos tiene la noche)
Poltergeist
Q
Satan's Slave (origineel: Pengabdi setan)
The Sender
Tenebrae
The Thing
Turkey Shoot
Variola vera
1983
A Blade in the Dark (origineel: La casa con la scala nel buio)
Amityville 3-D
Christine
Cujo
The Deadly Spawn
The Dead Zone
The House on Sorority Row
The Hunger
De lift
Of Unknown Origin
Psycho II
Sleepaway Camp
Sole Survivor
Videodrome
Xtro
Zeder
1984
A Nightmare on Elm Street
Centipede Horror (origineel: Wu gong zhou)
Children of the Corn
The Company of Wolves
Dreamscape
Friday the 13th: The Final Chapter
Gremlins
The Hills Have Eyes Part II
The Initiation
Poison for the Fairies (origineel: Veneno para las hadas)
Purana Mandir (aka The Old Temple)
Razorback
Silent Night, Deadly Night
1985
A Nightmare on Elm Street Part 2: Freddy's Revenge
Cat's Eye
Day of the Dead
Demons (origineel: Dèmoni)
Friday the 13th: A New Beginning
Fright Night
Ghoulies
Guinea Pig: Devil's Experiment (origineel: Ginī Piggu: Akuma no Jikken)
Guinea Pig 2: Flower of Flesh & Blood (origineel: Ginī Piggu: Chiniku no Hana)
Lifeforce
Phenomena
The Return of the Living Dead
Re-Animator
Screamplay
Silver Bullet
1986
Aliens
April Fool's Day
Chopping Mall
Crawlspace
Critters
Deadly Friend
Dèmoni 2... L'Incubo Ritorna (aka Demons 2)
The Fly
Jason Lives: Friday the 13th Part VI
From Beyond
Guinea Pig 3: Shudder! The Man Who Doesn't Die (aka He Never Dies, origineel: Ginī Piggu: Senritsu! Shinanai otoko)
Guinea Pig 4: Devil Woman Doctor (origineel: Ginī Piggu 4: Pītā no Akuma no Joi-san)
Henry: Portrait of a Serial Killer
The Hitcher
House
Hunter's Blood
Link
Night of the Creeps
Nomads
Poltergeist II: The Other Side
Psycho III
Trick or Treat
Truth or Dare?: A Critical Madness
Witchboard
1987
Aenigma
Angel Heart
Anguish (origineel: Angustia)
A Nightmare on Elm Street 3: Dream Warriors
A Return to Salem's Lot
Bad Taste
The Believers
Blood Rage
Creepshow 2
The Curse
Dak Bangla (aka Rest House)
Dark Age
Deliria (aka StageFright en StageFright: Aquarius)
Delirium (origineel: Le foto di Gioia)
Dolls
Epidemic
Evil Dead II
Faceless
The Gate
Hello Mary Lou: Prom Night II
Hellraiser
In a Glass Cage (origineel: Tras el cristal)
It's Alive III: Island of the Alive
The Kindred
The Lost Boys
Near Dark
Nekromantik
The Offspring
Opera
Prince of Darkness
Reflections (origineel:Već viđeno)
Retribution
Street Trash
Terror Night
1988
The 13th Floor
976-EVIL
American Gothic
Amsterdamned
A Nightmare on Elm Street 4: The Dream Master
Bad Dreams
Bees Saal Baad
The Blob (1958 remake)
The Brain
Brain Damage
Cameron's Closet
Cannibal Holocaust II (origineel: Paradiso infernale, aka Natura contro)
The Carpenter
The Carrier
Child's Play
Critters 2: The Main Course
Demonwarp
Destroyer
Dial: Help (origineel: Minaccia d'amore)
Don't Be Afraid of Aunt Martha (origineel: Non aver paura della zia Marta)
Don't Panic
Dream Demon
Edge of the Axe (origineel: Al filo del hacha)
Evil Dead Trap (origineel: Shiryô no wana)
Flesh Eater
Friday the 13th Part VII: The New Blood
Fright Night Part II
Ghosthouse (origineel: La casa 3)
The Guinea Pig: Mermaid in a Manhole (origineel: The Guinea Pig: Mermaid in a Manhole)
The Guinea Pig 2: Android of Notre Dame (origineel: Za Ginī Piggu 2: Nōtorudamu no Andoroido)
Halloween 4: The Return of Michael Myers
Halloween Night
Hellbound: Hellraiser II
Hide and Go Shriek
Jack's Back
Killer Klowns from Outer Space
The Kiss
La mort mystérieuse de Nina Chéreau (aka The Mysterious Death of Nina Chereau)
Lady in White
The Lair of the White Worm
Maniac Cop
Men Behind the Sun (origineel: Hei tai yang 731)
Monkey Shines
The Nest
Nightmare Sisters
Night of the Demons
The People Across the Lake
Phantasm II
Phantom of Death (origineel: Un delitto poco comune)
Pin
Poltergeist III
Primal Rage (origineel: Rage, furia primitiva)
Prison
Pulse Pounders
Pumpkinhead
Ratman (origineel: Quella villa in fondo al parco)
Return of the Living Dead Part II
Scarecrows
The Serpent and the Rainbow
The Seventh Sign
Sleepaway Camp II: Unhappy Campers
Slugs (origineel: Slugs, muerte viscosa)
Spellbinder
The Spider Labyrinth (origineel: Il nido del ragno)
Terrorgram
They Live
To Die For
Touch of Death (origineel: Quando Alice ruppe lo specchio, aka When Alice Broke the Looking Glass)
Twice Dead
The Undertaker
The Unholy
The Unnamable
Vampire in Venice (origineel: Nosferatu a Venezia)
The Visitors (origineel: Besökarna)
Watchers
Waxwork
Zombi 3
1989
After Midnight
Amityville 4: The Evil Escapes
A Nightmare on Elm Street 5: The Dream Child
Baxter
Black Past
Bride of Re-Animator
La chiesa (aka: The Church)
Child's Play 2
Clownhouse
Dance of the Damned
Dark Heritage
The Dead Next Door
The Dead Pit
Death Spa
DeepStar Six
Edge of Sanity
The Fly II
The Forgotten One
Friday the 13th Part VIII: Jason Takes Manhattan
Grandmother's House
Grave Secrets
The Haunting of Sarah Hardy
Hell High
The Horror Show (aka House III: The Horror Show)
The House of Clocks (origineel: La casa nel tempo)
The House of Lost Souls (origineel: La casa delle anime erranti)
I, Madman
Intruder
Lady Terminator (origineel: Pembalasan ratu pantai selatan)
Leviathan
Moonstalker
Nightmare Beach (aka Welcome to Spring Break)
Night Visitor
Offerings
Pet Sematary
The Phantom of the Opera
Psycho Cop
Puppet Master
Santa sangre
Shocker
Sleepaway Camp III: Teenage Wasteland
Society
Sweet Home (origineel: Sûîto Homu)
The Terror Within
Tetsuo: The Iron Man
Vacations of Terror (origineel: Vacaciones de terror)
The Vineyard
Warlock
The Woman in Black
1990
A Cat in the Brain (origineel: Un gatto nel cervello)
Arachnophobia
Baby Blood
Begotten
Child's Play 2
The Dark Side of the Moon
Daughter of Darkness
Demonia
Demon Wind
Disturbed
The Exorcist III
The First Power
Flatliners
Frankenstein Unbound
The Gate II: Trespassers
Graveyard Shift
Grim Prairie Tales
The Guardian
I'm Dangerous Tonight
It
Jacob's Ladder
Leatherface: The Texas Chainsaw Massacre III
Living Doll
Luther the Geek
Maniac Cop 2
Meridian
Mirror Mirror
Nightbreed
Night of the Living Dead (1968 remake)
Nightmare on the 13th Floor
Nightwish
Psycho IV: The Beginning
The Reflecting Skin
Shadowzone
Shakma
Singapore Sling
Syngenor
Tales from the Darkside: The Movie
Tremors
Two Evil Eyes (origineel: Due occhi diabolici)
1991
964 Pinocchio
Body Parts
The Boneyard
The Borrower
Camp Fear
Campfire Tales
Children of the Night
Child of Darkness, Child of Light
Child's Play 3 (aka Look Who's Stalking)
Critters 3
The Devil's Daughter (origineel: La setta)
Dolly Dearest
Freddy's Dead: The Final Nightmare (aka Nightmare on Elm Street 6)
The Haunted
Hiruko the Goblin (origineel: Yôkai hantâ: Hiruko)
Into the Badlands
Nekromantik 2
Omen IV: The Awakening
The People Under the Stairs
The Pit and the Pendulum
Popcorn
Puppet Master II
Puppet Master III: Toulon's Revenge
The Resurrected
Riki-Oh (aka Story of Riki, origineel: Lik Wong)
The Silence of the Lambs
Sometimes They Come Back
Steel and Lace
Subspecies
Voices from Beyond (origineel: Voci dal profondo)
1992
Alien³
Army of Darkness (aka The Evil Dead 3: Army of Darkness)
Braindead (aka Dead Alive)
Bram Stoker's Dracula
Candyman
Children of the Corn II: The Final Sacrifice
Critters 4
Demonic Toys
The Dollhouse Murders
Dr. Giggles
Dr. Lamb (origineel: Gou yeung yi sang)
Dust Devil
Ghostwatch
Grave Secrets: The Legacy of Hilltop Drive
Happy Hell Night
Hellraiser III: Hell on Earth
De Johnsons
Junoon
Pet Sematary II
Raat
Sleepwalkers
The Unnamable II: The Statement of Randolph Carter
1993
Bloodstone: Subspecies II
Body Bags
Body Melt
Body Snatchers
Cronos
The Dark Half
Dead Waters (aka Dark Waters, origineel: Temnye vody )
Infested
Jack Be Nimble
Jason Goes to Hell: The Final Friday
Leprechaun
Mahakaal
Maniac Cop 3: Badge of Silence
Necronomicon
Needful Things
Puppet Master 4
Return of the Living Dead 3
Skinner
Things
Ticks
The Tommyknockers
Trauma
The Untold Story (origineel: Bat sin fan dim ji yan yuk cha siu bau)
Warlock: The Armageddon
When a Stranger Calls Back
Witchboard 2: The Devil's Doorway
1994
Aswang
Brainscan
Bloodlust: Subspecies III
Cemetery Man (origineel: Dellamorte Dellamore)
Frankenstein
Interview with the Vampire
In the Mouth of Madness
La machine
Lurking Fear
Mute Witness
Nadja
Wes Craven's New Nightmare
Night of the Demons 2
Phantasm III: Lord of the Dead
Pumpkinhead II: Blood Wings
Puppet Master 5: The Final Chapter
The Puppet Masters
Schramm
Sleepstalker
Twilight Zone: Rod Serling's Lost Classics
Wolf
1995
The Addiction
Candyman: Farewell to the Flesh
Castle Freak
Children of the Corn III: Urban Harvest
The Day of the Beast (origineel: El día de la bestia)
Deadly Sins
Embrace of the Vampire
Exquisite Tenderness (aka The Surgeon)
Habit
Halloween 6: The Curse of Michael Myers
Hideaway
Lord of Illusions
Necrophobia
Night of the Scarecrow
The Prophecy
Ringu: Kanzen-ban (aka Ringu: Jiko ka! Henshi ka! 4-tsu no inochi wo ubau shôjo no onnen)
Rumpelstiltskin
Sidste time (aka Final Hour)
Species
Tales from the Crypt: Demon Knight
Tales from the Hood
Village of the Damned (1960 remake)
Voodoo
Wizard of Darkness (origineel: Eko eko azaraku)
1996
All of Them Witches (origineel: Sobrenatural)
Backstabbed (origineel: Mørkeleg)
Bad Moon
Buried Secrets
The Beast
Bordello of Blood
Wizard of Darkness II (origineel: Eko eko azaraku II, aka Birth of the Wizard)
Children of the Corn IV: The Gathering
The Craft
Darklands
The Dentist
Don't Look Up (origineel: Joyû-rei)
Ebola Syndrome (origineel: Yi boh lai beng duk)
From Dusk Till Dawn
Hellraiser: Bloodline (deel IV)
Henry: Portrait of a Serial Killer, Part 2
The Island of Dr. Moreau
Killer Tongue (origineel: La lengua asesina)
The Mysterious Enchanter (origineel: L'arcano incantatore)
Naked Blood (origineel: Nekeddo burâddo: Megyaku)
Organ
Rubber's Lover
Scream
The Stendhal Syndrome (origineel: La sindrome di Stendhal)
Tesis
Thinner
Tremors 2: Aftershocks
Trilogy of Terror II
1997
99.9
Aberration
Alien: Resurrection
Anaconda
An American Werewolf in Paris
The Burning Moon
Campfire Tales
Cube
Cure
Funny Games
Hideous!
I Know What You Did Last Summer
Jack Frost
Mimic
The Night Flier
Night of the Demons 3
Parasite Eve (origineel: Parasaito Ivu)
Premutos - Der gefallene Engel (aka Premutos: The Fallen Angel)
Quicksilver Highway
Ravager
The Relic
Scream 2
Snow White: A Tale of Terror
Trucks
The Ugly
The Wax Mask (origineel: M.D.C. - Maschera di cera)
Wishmaster
1998
Carnival of Souls
Children of the Corn V: Fields of Terror
The Dentist 2
Don't Look Down
The Eighteenth Angel
The Faculty
Fallen
Halloween H20: 20 Years Later
I Still Know What You Did Last Summer
The Phantom of the Opera (origineel: Il fantasma dell'opera)
In the Winter Dark
I've Been Waiting for You
I, Zombie
The Last Broadcast
Phantasm IV: Oblivion
The Phantom of the Opera (origineel: Il fantasma dell'opera)
Phantoms
The Prophecy II
Psycho (1960 remake)
Rasen (aka The Spiral)
Razor Blade Smile
Ringu
Shadow Builder
Sieben Monde (aka Night Time)
Sombre
Species II
Strangeland
The Strangers
Subspecies 4: Bloodstorm
They Live
Trance (aka The Eternal)
Urban Ghost Story
Urban Legend
Vampires
Whispering Corridors (origineel: Yeogo goedam)
1999
The 4th Floor
Audition (origineel; Ôdishon)
Besat (aka Possessed)
The Black House (origineel: Kuroi ie)
The Blair Witch Project
Candyman: Day of the Dead
Children of the Corn 666: Isaac's Return
From Dusk Till Dawn 2: Texas Blood Money
Gemini (origineel: Sôseiji)
The Green Elephant (origineel: Zelyonyy slonik)
The Haunting
The Haunting of Hell House
House on Haunted Hill
Kolobos (aka Haunted House)
Lake Placid
Lighthouse
Memento Mori (origineel: Yeogo goedam II)
The Nameless (origineel: Los sin nombre)
Nang nak (aka Nang Nak - Return from the Dead)
The Rage: Carrie 2
Ravenous
Resurrection
The Ring: Virus
Ringu 2
Saimin (aka Hypnosis)
Shikoku
Stigmata
Survivor
Tell Me Something (aka Telmisseomding)
Tomie
Tomie: Another Face (origineel: Tomie: anaza feisu)
Urban Legend
Virus
Wishmaster 2: Evil Never Dies
2000
Anatomie
Another Heaven (origineel: Anaza hevun)
Battle Royale (origineel: Batoru rowaiaru)
Bless the Child
Book of Shadows: Blair Witch 2
Cabin by the Lake
Cherry Falls
Cry Baby Lane
Dark Prince: The True Story of Dracula
Dracula 2000
Final Destination
From Dusk Till Dawn 3: The Hangman's Daughter
Ginger Snaps
Hellraiser: Inferno (deel V)
The Irrefutable Truth About Demons (aka The Truth About Demons)
Junk (origineel: Junk: Shiryô-gari)
Ju-on
Ju-on 2
Lost Souls
Nightmare (origineel: Gawi, aka Horror Game Movie)
The Prophecy 3: The Ascent
Possessed
Ringu 0: Birthday (origineel: Ringu 0: Bâsudei)
Satan's School for Girls
Scream 3
Séance (origineel: Kôrei)
Seven Days to Live
Shadow of the Vampire
Sleepwalker
Spiders
Terror Tract
They Nest
Tomie: Replay
Urban Legends: Final Cut
Uzumaki (aka Spiral)
Versus
What Lies Beneath
2001
All Cheerleaders Die
The Attic Expeditions
August Underground
Bangkok Haunted
The Bunker
Children of the Corn: Revelation
Cookers
Cradle of Fear
Dagon
Down (remake De lift)
Earth vs. the Spider
El espinazo del diablo (aka The Devil's Backbone)
Fausto 5.0
The Forsaken
From Hell
Ghosts of Mars
Hannibal
Ichi the Killer (origineel: Koroshiya 1)
Jason X
Jeepers Creepers
Kakashi (aka Scarecrow)
Lost Voyage
Lovesick Dead (origineel: Shibito no koiwazurai)
Mimic 2
The Others
Otogiriso (aka St. John's Wort)
Pulse (origineel: Kairo)
Ripper
Session 9
She Creature (aka Mermaid Chronicles Part 1: She Creature)
Slashers
Sorum
Suicide Club (aka Suicide Circle, origineel: Jisatsu saakuru)
Swimming Pool (aka Swimming Pool - Der Tod feiert mit)
Thir13en Ghosts
Tomie: Re-birth
Tremors 3: Back to Perfection
Trouble Every Day
Un jeu d'enfants
Valentine
Wendigo
Wishmaster 3: Beyond the Gates of Hell
Wolf Girl (aka Blood Moon)
2002
28 Days Later
999-9999
The Barber
Blood Feast 2: All U Can Eat
Cabin Fever
Carrie
The Collingswood Story
Cube 2: Hypercube
Dans ma peau (aka In My Skin)
Darkness
Dark Water (origineel: Honogurai mizu no soko kara)
Deathwatch
Demon Under Glass
Dog Soldiers
Double Vision (origineel: Shuang tong)
The Eye (origineel: Gin gwai)
Fallen Angels
FeardotCom
Ghost Ship
The Glow
Halloween: Resurrection
Hellraiser: Hellseeker (deel VI)
Inner Senses (origineel: Yee do hung gaan)
Ju-on: The Grudge
Long Time Dead
Maléfique
May
My Little Eye
Nos miran (aka We Are Being Watched)
Phone (origineel: Pon)
Queen of the Damned
The Rats
Resident Evil
The Ring
Ritual
Rose Red
Second Name (origineel: El segundo nombre)
They
Three (aka Three Extremes II, origineel: Saam gaang)
Tomie: Forbidden Fruit (origineel: Tomie: Saishuu-shô - kindan no kajitsu)
T.T. Syndrome (origineel: T.T. Sindrom)
Unborn but Forgotten (origineel: Hayanbang)
Vampires: Los Muertos
Wishcraft
The Wisher (aka Spliced)
Wishmaster 4: The Prophecy Fulfilled
2003
2LDK
Acacia (origineel: Akasia)
A Tale of Two Sisters (origineel: Janghwa, Hongryeon)
August Underground's Mordum
Beyond Re-Animator
Beyond the Limits
Bhoot (aka Ghost)
Black Cadillac
The Bone Snatcher
Darkness Falls
Darna Mana Hai
Dead End
Detour (origineel: Snarveien)
The Devil's Tattoo
The Diary of Ellen Rimbauer
Dracula II: Ascension
Dreamcatcher
Fear of the Dark
Final Destination 2
Freddy vs. Jason
Garden of Love (aka Born Undead en The Haunting of Rebecca Verlaine)
The Gathering
Haute tension (aka High Tension)
The Hitcher II: I've Been Waiting
House of 1000 Corpses
Into the Mirror (origineel: Geoul sokeuro)
Jeepers Creepers 2
Ju-on: The Grudge 2
Kucch To Hai
The Last Horror Movie
The Locals
Lost Things
Malevolence
Midsommer
Mimic 3: Sentinel
Monster Man
Octane
Omen (origineel: Sung horn)
One Missed Call (origineel: Chakushin ari)
Red Rover
Rhinoceros Eyes
Shredder
Suicide Manual (origineel: Jisatsu manyuaru)
Sur le seuil
The Texas Chainsaw Massacre (1974 remake)
The Unborn
The Uninvited (origineel: 4 Inyong shiktak)
Villmark (aka Vildmark)
Visitors
Willard
Wishing Stairs (origineel: Yeogo goedam 3: Yeowoo gyedan)
Wrong Turn
2004
Ab-normal Beauty (origineel: Sei mong se jun)
Alien vs. Predator
Anacondas: The Hunt for the Blood Orchid
Art of the Devil (origineel: Khon len khong)
The Birthday
Blessed
Bunshinsaba (aka Ouija Board)
Calvaire
Creep
Cube Zero
Dawn of the Dead
Dead Birds
Dead Friend (origineel: Ryeong, aka The Ghost)
Decoys
The Doll Master (origineel: Inhyeongsa)
Drowning Ghost (origineel: Strandvaskaren)
Dumplings (origineel: Jiao zi)
Eternal
Exorcist: The Beginning
The Eye 2 (origineel: Gin gwai 2)
Face (origineel: Peiseu)
Feng shui
Ginger Snaps 2: Unleashed
Ginger Snaps Back: The Beginning
Godsend
The Grudge
The Hazing
HellBent
Hellevator (origineel: Gusha no bindume)
Hipnos
The Hollow
Infection (origineel: Kansen)
Jennifer's Shadow
Ju-Rei: The Uncanny (origineel: Ju-rei: Gekijô-ban - Kuro-ju-rei)
La peau blanche (aka White Skin)
The Locker (origineel: Shibuya kaidan)
The Locker 2 (origineel: Shibuya kaidan 2)
Madhouse
Marebito (aka The Stranger from Afar)
Nursie
Premonition (origineel: Yogen)
Resident Evil: Apocalypse
Riding the Bullet
Romasanta
R-Point (origineel: Arpointeu)
Saint Ange (aka House of Voices)
Salem's Lot
Satan's Little Helper
Saw
Seed of Chucky (aka Child's Play 5)
Shallow Ground
Shaun of the Dead
Shutter
Sigaw (aka The Echo)
Skeleton Man
Species III
Tears of Kali
Three... Extremes (origineel: Saam gaang yi)
Toolbox Murders (1978 remake)
Tremors 4: The Legend Begins
Vaastu Shastra
Van Helsing
2005
2001 Maniacs
Alone in the Dark
The Amityville Horror (1979 remake)
An American Haunting
Antarctic Journal (origineel: Namgeuk-ilgi)
Art of the Devil 2 (origineel: Long khong)
Bad Reputation
Bloodrayne
Boo
Boogeyman
The Booth (origineel: Bûsu)
Boy Eats Girl
The Call of Cthulhu
The Cave
Cello (origineel: Chello hongmijoo ilga salinsagan)
Curandero
Cursed
Cry Wolf
The Dark
Dark Remains
The Descent
The Devil's Rejects
Devour
Dominion: Prequel to the Exorcist
Dracula III: Legacy
The Exorcism of Emily Rose
The Eye 10 (origineel: Gin gwai 10, aka The Eye Infinity en The Eye 3)
Feast
Feed
The Fog
Fragile (origineel: Frágiles)
Ghost of Mae Nak
The Gingerdead Man
The Gravedancers
H6: Diary of a Serial Killer (origineel: H6: Diario de un asesino)
Haze
Headspace
The Heirloom (origineel: Zhai bian)
Hellraiser: Deader (deel VII)
Hellraiser: Hellworld (deel VIII)
Hide and Seek
Hostel
House of Wax
Isolation
Land of the Dead
Loft (origineel: Rofuto)
Lunacy (origineel: Sílení)
The Maid
Next Door (origineel: Naboer)
Nightmare
Noroi: The Curse (origineel: Noroi, aka The Curse)
One Missed Call 2 (origineel: Chakushin ari 2)
P (aka The Possessed)
The Prophecy: Forsaken
The Prophecy: Uprising
Rampo Noir (origineel: Ranpo jigoku)
The Red Shoes (origineel: Bunhongsin)
Reeker
Reincarnation (origineel: Rinne)
The Ring Two
The Roost
Saw II
Severed
The Skeleton Key
Spirit Trap
Strange Circus (origineel: Kimyô na sâkasu)
Tamara
Tomie: Beginning
Tomie: Revenge
Urban Legends: Bloody Mary
Venom
Voice (origineel: Yeogo gwae-dam 4: Moksori)
White Noise
The Wig (origineel: Gabal)
Wolf Creek
2006
5ive Girls
13: Game of Death (origineel: 13 game sayawng)
The Abandoned
Abominable
All the Boys Love Mandy Lane
Altered
APT (origineel: Apateu)
Arang (aka Haunted Village)
A Real Friend (origineel: Adivina quién soy )
The Baby's Room (origineel: La habitación del niño)
Bad Blood (origineel: Coisa Ruim)
Big Bad Wolf
Black Christmas
Black Sheep
Blame (origineel: La culpa)
The Breed
Cinderella
Cold Prey (origineel: Fritt Vilt)
Cool Air
Danika
Dark Corners
Darna Zaroori Hai (aka You Must Be Scared)
Dark Ride
Dead and Deader
Desperation
Devil's Den
Doodeind
Dracula
Driftwood
February 29 (origineel: 2 wol 29 il)
Final Destination 3
Fingerprints
Frostbite (origineel: Frostbiten)
The Grudge 2
The Hamiltons
Hatchet
Hidden Floor (origineel: Nebeonjjae cheung)
The Hills Have Eyes (1977 remake)
The Host (origineel: Gwoemul)
The House Next Door
Ils
In 3 Tagen bist du tot
The Initiation of Sarah
Inside
KM 31 (aka KM 31: Kilómetro 31)
Kuntilanak
The Last House in the Woods (origineel: Il bosco fuori)
Left in Darkness
Living Death
The Marsh
Mulberry Street
Nightmare Detective (origineel: Akumu Tantei)
The Omen 666
One Missed Call 3: Final (origineel: Chakushin ari final)
Penny Dreadful
Perfect Creature
The Plague
Population 436
Pulse
Pumpkinhead: Ashes to Ashes
Re-cycle (origineel: Gwai wik)
Rest Stop
Retribution (origineel Sakebi)
Rohtenburg (aka Grimm Love)
Room 6
Roommates (origineel: Eoh-neu-nal-gap-ja-gi D-Day)
Salvage
Sam's Lake
Saw III
Séance
See No Evil
Severance
Sheitan
Silent Hill
Silk (origineel: Gui si)
S&Man
Simon Says
Skinwalkers
Sl8n8
Slither
Stay Alive
Taxidermia
The Texas Chainsaw Massacre: The Beginning
The Thirst
The Tooth Fairy
To Sir with Love (origineel: Seuseung-ui eunhye, aka Bloody Reunion)
Trapped Ashes
The Tripper
Turistas
Unholy Women (origineel: Kowai onna)
Unrest
The Unseeable (origineel: Pen choo kab pee)
Vampire Diary
The Victim (origineel: Phii khon pen)
The Visitation
When a Stranger Calls
Wicked Little Things
Wilderness
The Woods
Wrestlemaniac (origineel: El Mascarado Massacre)
2007
7eventy5ive (aka Dead Tone)
28 Weeks Later
30 Days of Night
1408
Alone (origineel: Faet)
Aliens vs. Predator: Requiem
À l'intérieur (aka Inside)
Apartment 1303 (origineel: 1303-gôshitsu)
August Underground's Penance
Behind the Mask: The Rise of Leslie Vernon
Beneath
Black Water
Boogeyman 2
Borderland
Botched
Brotherhood of Blood
Captivity
Carved (origineel: Kuchisake-onna, aka A Slit-Mouthed Woman)
Catacombs
The Chair
Creepshow 3
Cthulhu
Dark Mirror
Day of the Dead
Dead Mary
Dead Silence
The Deaths of Ian Stone
Death of a Ghost Hunter
Decoys 2: Alien Seduction
The Devil's Chair
Devil's Diary
Diary of the Dead
End of the Line
The Ferryman
The Flemish Vampire
Flight of the Living Dead
Frayed
Frontier(s)
Gidam (aka Epitaph)
The Girl Next Door
Grindhouse
Hair Extensions (origineel: Ekusute)
Halloween (1978 remake)
Hannibal Rising
Hansel and Gretel (origineel: Henjel gwa Geuretel)
The Haunting of Sorority Row
Hell's Ground (origineel: Zibahkhana)
The Hills Have Eyes 2
Home Sick
Hostel: Part II
House
The House (origineel: Baan phii sing)
House of Fears
I Am Legend
The Invasion
Kaw
Left for Dead
The Messengers
The Mist
Mother of Tears (origineel: La terza madre)
Muoi: The Legend of a Portrait (origineel: Muoi)
Musallat (aka Haunted)
El orfanato (aka The Orphanage)
Outpost
Paranormal Activity
Plasterhead
The Poughkeepsie Tapes
Prey
Primeval
Pumpkinhead: Blood Feud
The Rage
The Reaping
REC
Resident Evil: Extinction
Return to House on Haunted Hill
Rogue
Room 205 (origineel: Kollegiet)
Saw IV
Shadows (origineel: Senki)
Shrooms
Sick Nurses (origineel: Suay Laak Sai)
The Signal
Snuff 102
Storm Warning
Sublime
Sweeney Todd: The Demon Barber of Fleet Street
The Tattooist
Teeth
They Wait
Timber Falls
Tomie vs Tomie
Tooth and Nail
Trick 'r Treat
Vacancy
Voices (origineel: Du saram-yida, aka Someone Behind You)
WΔZ
Welcome to the Jungle
Wind Chill
The Wind of Fear (internationale titel van Hasta el viento tiene miedo + remake van gelijknamige film uit 1968, toen internationaal verschenen als Even the Wind is Afraid)
Whisper
White Noise 2: The Light
The Wizard of Gore
Wrong Turn 2: Dead End
2008
4bia (origineel: See prang, aka Phobia)
100 Feet
1920 (aka 1920 Gayathri)
XII
Acolytes
Alien Raiders
Amusement
April Fool's Day
Art of the Devil 3 (origineel: Long khong 2)
Asylum
Autopsy
Ba'al (aka Ba'al: The Storm God)
Baby Blues
Babysitter Wanted
Backwoods
The Beckoning (origineel: No-Do)
Beyond the Rave
Bitten
Blackout
Blood Creek (aka Town Creek)
Boogeyman 3
The Brøken
The Burrowers
Carved 2: The Scissors Massacre (origineel: Kuchisake-onna 2)
Carver
Chemical Wedding
The Children
The Coffin
Cold Prey 2 (origineel: Fritt Vilt II)
Colin
Coming Soon (origineel: Program na winyan akat)
Conjurer
The Cottage
Credo
The Daisy Chain
Dance of the Dead
Dark Floors
Day of the Dead
Deadgirl
The Dead Outside
Dorothy Mills
Dying Breed
The Echo
Eden Lake
Embodiment of Evil (origineel: Encarnação do Demônio)
Eskalofrío (aka Shiver)
The Eye
Farm House
Feast II: Sloppy Seconds
Freakdog (aka Red Mist)
From Within
Good Will Evil (origineel: Xiong mei)
Grindstone Road
The Guard Post (origineel: GP506 )
Gutterballs
The Haunting of Molly Hartley
Home Movie
House
Hush
In 3 Tagen bist du tot 2
Insanitarium
I Sell the Dead
Joy Ride: Dead Ahead
Kandisha
Killing Ariel
Kill Theory
Lake Mungo
Låt den rätte komma in (aka Let the Right One In)
Linkeroever (aka Left Bank)
Living Hell (aka Organizm)
Loner (origineel: Woetoli)
Long Weekend
Lost Boys: The Tribe
The Machine Girl (origineel: Kataude mashin gâru)
Manhunt (origineel: Rovdyr)
Martyrs
Memory (origineel: Rak Lorn)
The Midnight Meat Train
Midnight Movie
Mirrors
Mum & Dad
Never Cry Werewolf
Nightmare Detective 2 (origineel: Akumu tantei 2)
No Man's Land: The Rise of Reeker (aka Reeker 2)
The Objective
One Missed Call
The Open Door
Parasomnia
Pathology
Philosophy of a Knife
Pig Hunt
Plague Town
Pontypool
Quarantine
Red Velvet
Rest Stop: Don't Look Back
The Ruins
Rule Number One (origineel: Dai yat gaai)
Sauna (aka Filth)
Saw V
Semum
Seventh Moon
Shutter
Shuttle
Solstice
Splinter
Stag Night
The Strangers
Tamami: The Baby's Curse (origineel: Akanbo shôjo)
Tokyo Gore Police (origineel: Tôkyô zankoku keisatsu)
Trailer Park of Terror
Train
The Uninvited
Untraceable
Vacancy 2: The First Cut
Vinyan
The Watch
The Wild Man of the Navidad
2009
2:13
13B
A Blood Pledge (origineel: Yeogo gwae-dam 5 - Dong-ban-ja-sal)
Antichrist
The Black Waters of Echo's Pond
Blood Night (aka Blood Night: The Legend of Mary Hatchet)
Book of Blood
Cabin Fever 2: Spring Fever
Carny
Carriers
Case 39
Children of the Corn
The Clinic
The Collector
Cornered!
Creepy Hide and Seek (origineel: Hitori kakurenbo: Gekijô-ban)
The Cycle (aka The Devil's Ground)
Dark House
Daybreakers
Dead Air
The Descent: Part 2
Død snø (aka Dead Snow)
Doghouse
Drag Me to Hell
Dread
Evil Angel
Fear Island
Feast III: The Happy Finish
The Final Destination
The Forbidden Door (origineel: Pintu terlarang)
Forget Me Not
The Forgotten Ones
Friday the 13th
Grace
Grotesque (origineel: Gurotesuku)
The Grudge 3
Halloween II
The Haunting in Connecticut
Heartless
Hidden (origineel: Skjult)
The Hills Run Red
Hit and Run
Homecoming
The House of the Devil
The Human Centipede (First Sequence)
Hunger
Hurt
Invitation Only (origineel: Jue ming pai dui)
Jennifer's Body
Ju-on: Black Ghost (origineel: Ju-on: Kuroi shôjo)
Ju-on: White Ghost (origineel: Ju-on: Shiroi rôjo)
La horde (aka The Horde)
Laid to Rest
The Last House on the Left (1972 remake)
The Loved Ones
Macabre (aka Rumah Dara en Darah)
Meat Grinder (origineel: Cheuuat gaawn chim)
Messengers 2: The Scarecrow
Mutants
My Bloody Valentine
My Ex (origineel: Fan kao)
My Super Psycho Sweet 16
Necromentia
The New Daughter
Night of the Demons (1988 remake)
Nine Miles Down
Offspring
Okaruto (aka Occult)
Open Graves
Orphan
Paranormal Activity
Paranormal Entity
Perkins' 14
Phobia 2 (origineel: Ha phraeng, aka 4bia 2)
Possessed (origineel Bulshinjiok, aka Faithless Hell en Living Death)
[REC]²
Red Sands
The Revenant
Reykjavik Whale Watching Massacre
Run! Bitch Run!
Salvage
Saw VI
Shadow
The Shortcut
Slaughter
Sorority Row
Splice
Summer's Blood
Survival of the Dead
Sutures
The Thaw
Thirst (origineel: Bakjwi)
Triangle
The Unborn
The Uninvited
Vampire Girl vs. Frankenstein Girl (origineel: Kyûketsu Shôjo tai Shôjo Furanken)
Vertige (aka High Lane)
Walled In
Wrong Turn 3: Left for Dead
Yoga (origineel: Yoga Hakwon)
Zombieland
2010
13Hrs
30 Days of Night: Dark Days
The Afflicted
All About Evil
Altitude
Atrocious
Bedevilled (origineel: Kim Bok-nam salinsageonui jeonmal)
Bereavement
Bitter Feast
Blood: A Butcher's Tale
Burning Bright
Captifs (aka Caged)
The Child's Eye (origineel: Tung ngaan)
Choose
Cold Prey 3 (origineel: Fritt Vilt III)
The Corridor
The Crazies
Dans ton sommeil (aka In Their Sleep)
Dark Souls (origineel: Mørke sjeler)
The Dead
Devil
Devil's Playground
Djinns (aka Stranded)
Don't Be Afraid of the Dark
Dream Home (origineel: Wai dor lei ah yut ho)
Exorcismus (origineel: La posesión de Emma Evans)
The Final
Gantz (origineel Gantz: Zenpen)
Gothic & Lolita Psycho (origineel: Gosurori shokeinin)
Hatchet II
A Horrible Way to Die
House of Bones
Insidious
The Incite Mill (origineel: Inshite miru: 7-kakan no desu gêmu)
I Spit on Your Grave (remake 1978)
Julia's Eyes (origineel: Los ojos de Julia)
Kalevet (aka Rabies)
Kidnapped (origineel: Secuestrados)
Kill Katie Malone
La meute (aka The Pack)
The Last Exorcism
Legion
Les 7 jours du talion (aka Seven Days)
Let Me In
Lost Boys: The Thirst
Maskerade
Mirrors 2
Mother's Day
Mutant Girls Squad (origineel: Sentô shôjo: Chi no tekkamen densetsu)
My Ex 2: Haunted Lover (origineel: Fan Mai)
My Soul to Take
My Super Psycho Sweet 16: Part 2
Needle
A Nightmare on Elm Street
Paranormal Activity 2
Paranormal Activity 2: Tokyo Night (origineel: Paranômaru akutibiti: Dai-2-shô - Tokyo Night)
Piranha 3-D
The Presence
Primal
Proie (aka Prey)
The Prometheus Project (aka The Frankenstein Experiment en Frankenstein Syndrome)
Prowl
Psych:9
Puppet Master: Axis of Evil
Rammbock
The Reeds
The Reef
Resident Evil: Afterlife
Revenge: A Love Story (origineel: Fuk sau che chi sei)
Saw 3D
Secrets in the Walls
Secret Sunday (origineel: 9 Wat)
A Serbian Film (origineel: Srpski film)
Ses (aka The Voice)
Shelter (aka 6 Souls)
The Shrine
The Silent House (origineel: La casa muda)
Sint
Stake Land
The Sylvian Experiments (origineel: Kyôfu)
Territories (aka Territoires)
Thirst
The Tortured
Trolljegeren (aka Troll Hunter)
Tucker & Dale vs Evil
Uninhabited
Vanishing on 7th Street
Victim
The Violent Kind
Wake Wood
The Ward
We Are What We Are (origineel: Somos lo que hay)
Wir sind die Nacht
The Wolfman
X Game (origineel: X gêmu)
Yellowbrickroad
2011
11-11-11
23:59
247°F
Absentia
Alyce
Another Gantz
Apollo 18
Apartment 143 (origineel: Emergo)
The Awakening
The Bleeding (aka The Bleeding House)
Box of Shadows
Cassadaga
The Cat (origineel: Go-hyang-i: Jook-eum-eul Bo-neun Doo Gae-eui Noon)
Children of the Corn: Genesis
ChromeSkull: Laid to Rest 2
The Devil's Rock
Fertile Ground
Final Destination 5
Fright Night (1985 remake)
Gantz: Perfect Answer (origineel: Gantz: Kôhen)
Ghastly
Grave Encounters
Harold's Going Stiff
Haunted
Hellraiser: Revelations
Hollow
Hostel: Part III
The Human Centipede II (Full Sequence)
Husk
Inbred
The Incident
The Innkeepers
Intruders
Kill List
Ladda Land (origineel: Soi-lát-daa-laen, aka Laddaland)
Little Deaths
Livide (aka Livid)
Lovely Molly
Megan Is Missing
Midnight Son
The Moth Diaries
Panic Button
Paranormal Activity 3
Quarantine 2: Terminal
Red State
The Rite
Rites of Spring
The Road
Scream 4
Seconds Apart
Sector 7 (origineel: 7 gwanggu)
Silent House
The Task
The Theatre Bizarre
The Thing
Tomie Unlimited (origineel: Tomie: Anrimiteddo)
The Tunnel
Twixt
Urban Explorer
Vile
White: The Melody of the Curse (origineel: Hwa-i-teu: Jeo-woo-eui Mel-lo-di)
The Woman
Wrong Turn 4: Bloody Beginnings
You're Next
2012
3AM
1920: Evil Returns
The ABCs of Death
Aftershock
American Mary
Among Friends
Antiviral
Apartment 1303
The Apparition
Bait
The Barrens
The Battery
The Bay
Blood Stained Shoes (origineel: Xiu Hua Xie)
Bloodwork
The Cabin in the Woods
Chained
Chernobyl Diaries
Citadel
The Collection
Come Out and Play
The Conspiracy
Dead Mine
Dead Season
Dead Souls
The Devil Inside
Donner Pass
Don't Click (origineel: Mi-hwak-in-dong-yeong-sang)
Evidence
Excision
The Facility
Fairytale (aka The Haunting of Helena)
Final Destination 5
Found
Grave Encounters 2
The Healing
The Helpers
House at the End of the Street
Kiss of the Damned
The Last Will and Testament of Rosalind Leigh
The Lords of Salem
Maniac
Modus Anomali
My Super Psycho Sweet 16: Part 3
No One Lives
Outpost: Black Sun
The Pact
Painless (origineel: Insensibles)
Paranormal Activity 4
The Possession
Prometheus
REC 3: Genesis
Resident Evil: Retribution
Resolution
The Seasoning House
Silent Hill: Revelation 3D
Silent Night
Sinister
Static
Stitches
Storage 24
Thale
Thanatomorphose
The Thompsons
Truth or Dare
Under the Bed
V/H/S
When the Lights Went Out
Wither (origineel: Vittra)
The Woman in Black
Would You Rather
Wrong Turn 5: Bloodlines
2013
13 Eerie
Afflicted
Banshee Chapter
Beneath
The Borderlands (aka Final Prayer)
Carrie
Chilling Visions: 5 Senses of Fear
The Complex (origineel: Kuroyuri danchi)
The Conjuring
Contracted
Curse of Chucky
Dark Circles
Dark Touch
The Den
Evil Dead
Gallows Hill (aka The Damned)
Ghost Child
The Green Inferno
Hatchet III
Haunt
The Haunting in Connecticut 2: Ghosts of Georgia
House Hunting
Insidious: Chapter 2
I Spit on Your Grave 2
Jug Face
Mama
The Midnight Game
The Monkey's Paw
Nothing Left to Fear
Nurse
Oculus
Open Grave
Patrick (remake 1978)
Raze
The Returned
The Sacrament
Scarecrow
Tales from the Dark 1
Tales from the Dark 2
Texas Chainsaw 3D
V/H/S/2
We Are What We Are
Wer
Willow Creek
Wolf Creek 2
2014
13 Sins
The ABCs of Death 2
Animal
Annabelle
As Above, So Below
Asmodexia
At the Devil's Door (aka Home)
Aux yeux des vivants (aka Among the Living)
The Babadook
Black Water Vampire
Cabin Fever: Patient Zero
Cam2Cam
The Canal
Come Back to Me
La cueva (aka In Darkness We Fall)
Cybernatural (aka Unfriended)
Death Do Us Part
Deep in the Darkness
Deliver Us from Evil
Devil's Due
The Devil's Hand
Død snø 2 (aka Dead Snow: Red vs. Dead)
Don't Blink
The Drownsman
Exists
Finders Keepers
Flight 7500
The Forgotten
The Hanover House
Happy Camp
Hollow (origineel: Doat Hon)
Honeymoon
The Houses October Built
Ich seh, Ich seh (aka Goodnight Mommy)
Inner Demons
It Follows
Jessabelle
Julia
Ju-on: The Beginning of the End (origineel: Ju-on: Owari no hajimari)
Kuime (aka Over Your Dead Body)
Last Shift
Late Phases
Mercy
The Mirror
Når dyrene drømmer (aka: When Animals Dream)
Out of the Dark
Ouija
The Pact II
Paranormal Activity: The Marked Ones
De Poel
The Possession of Michael King
Preservation
The Pyramid
The Quiet Ones
REC 4: Apocalypse (origineel: [REC] 4: Apocalipsis)
See No Evil 2
Starry Eyes
Starve
The Taking of Deborah Logan
The Town That Dreaded Sundown (remake 1976)
V/H/S: Viral
Way of the Wicked
Welp
White Settlers
Wrong Turn 6: Last Resort
Wyrmwood
2015
AfterDeath
The Atticus Institute
Bite
The Blackcoat's Daughter (aka February)
Bound to Vengeance
The Confines (aka The Abandoned)
Contracted: Phase II
Dark Summer
Dead Rising
Demonic
Demonte Colony
The Devil's Candy
The Diabolical
The Entity (origineel: La Entidad)
Exeter
Extinction
Fear Clinic (aka Strange Blood)
Final Girl
The Gallows
Ghoul
Headless
The House on Pine Street
Howl
The Human Centipede III (Final Sequence)
Incarnate
Insidious: Chapter 3
I Spit on Your Grave III: Vengeance Is Mine
Ju-On: The Final Curse (origineel: Ju-on: Za fainaru)
Knock Knock
The Lazarus Effect
Maggie
Martyrs (remake 2008)
The Messenger
The Nightmare
Paranormal Activity: The Ghost Dimension
Pay the Ghost
Pod
Poltergeist
Sinister II
Southbound
The Tag-Along (origineel: Hong yi xiao nu hai)
The Vatican Tapes
We Are Still Here
The Witch
The Woman in Black: Angel of Death
The Woods (aka The Hallow)
2016
31
1920: London
Abattoir
Antibirth
The Autopsy of Jane Doe
Bedeviled
Before I Wake
The Belko Experiment
Blair Witch
Bodom
The Boy
Cabin Fever (remake 2002)
Cell
The Conjuring 2
A Cure for Wellness
The Darkness
The Disappointments Room
Don't Breathe
The Eyes of My Mother
Fender Bender
The Forest
Friend Request
Grave (aka Raw)
Havenhurst
House on Willow Street
Hush
I Am Not a Serial Killer
Incarnate
Lights Out
Magi
The Neon Demon
The Other Side of the Door
Ouija: Origin of Evil
Phantasm: Ravager
Resident Evil: The Final Chapter
Sadako vs Kayako
The Shallows
SiREN
Smothered
Split
Under the Shadow
The Veil
The Void
What We Become (origineel: Sorgenfri)
The Windmill Massacre
2017
1922
Adam K
Alien: Covenant
Amityville: The Awakening
Annabelle: Creation
Bloodlands
The Bride (origineel: Невеста aka Nevesta)
The Bye Bye Man
Cult of Chucky
The Cured
The Dark Tapes
Dobaara: See Your Evil
The Evil Within
The Endless
Ezra
Flatliners (remake 1990)
The Forest of Lost Souls (origineel: A Floresta das Almas Perdidas)
Gerald's Game
Get Out
The Houses October Built 2
The Ice Cream Truck
Islamic Exorcist
It: Chapter One (remake 1990)
It Comes at Night
Jackals
Jeepers Creepers 3
Jigsaw
Happy Hunting
The Keeping Hours
The Killing of a Sacred Deer
Leatherface
Life
The Lodgers
Marrowbone
The Mimic (origineel: Jang-san-beom)
Mom and Dad
Mother!
Phoenix Forgotten
Psychopaths
Revenge
Rings
Stephanie
The Tag-Along 2 (origineel: Hong yi xiao nu hai 2)
Tragedy Girls
The Twin
Verónica
Wish Upon
2018
Day of the Dead: Bloodline
Family Blood
Ghostland
Gonjiam: Haunted Asylum
Halloween
Hell Fest
Hellraiser: Judgment
Hereditary
He's Out There
The House That Jack Built
Insidious: The Last Key
Living Among Us
Malevolent
Mara
La nuit a dévoré le monde (aka The Night Eats the World)
Nightmare Cinema
The Nun
The Perfection
A Quiet Place
The Strangers: Prey at Night
Suspiria (remake 1977)
Truth or Dare
Unfriended: Dark Web
Unsane
Wildling
Winchester
2019
3 from Hell
47 Meters Down: Uncaged
Annabelle Comes Home
Black Christmas (remake 1974)
Brightburn
Child's Play
Countdown
Crawl
The Curse of La Llorona
Daniel Isn't Real
Doctor Sleep
Don't Let Go
Eli
Escape Room
Haunt
The Hole in the Ground
In the Tall Grass
It: Chapter Two
The Lighthouse
Ma
Midsommar
The Lodge
Pet Sematary (remake 1989)
The Prodigy
Relive
Saint Maud
Scary Stories to Tell in the Dark
Sweetheart
Quiet Comes the Dawn (origineel: Rassvet)
Us
Velvet Buzzsaw
Wounds
Zombieland: Double Tap
2020
Brahms: The Boy II
The Dark and the Wicked
The Empty Man
Fantasy Island
Gretel & Hansel
The Grudge
I Am Fear
The Invisible Man
Nobody Sleeps in the Woods Tonight
The Owners
Possessor
A Quiet Place Part II
The Rental
Run Sweetheart Run
Scare Me
The Turning
Underwater
2021
Affliction
Aftermath
Agnes
A House on the Bayou
American Refugee
Antlers
A Banquet
The Black Phone
Blood Red Sky
Candyman
A Classic Horror Story
The Conjuring: The Devil Made Me Do It
Cube  (remake 1997)
The Cursed
Demonic
Dreamcatcher
Dwellers
Escape Room: Tournament of Champions
False Positive
Fear of Rain
Fear Street Part One: 1994
Fear Street Part Two: 1978
Fear Street Part Three: 1666
The Grandmother
Guimoon: The Lightless Door
Halloween Kills
Jakob's Wife
Lamb
Last Night in Soho
The Last Thing Mary Saw
Malignant
The Manor
Martyrs Lane
The Night House
No One Gets Out Alive
Nobody Sleeps in the Woods Tonight Part 2
Paranormal Activity: Next of Kin
Prisoners of the Ghostland
Separation
The Seventh Day
Slumber Party Massacre
Spiral: From the Book of Saw
There's Someone Inside Your House
Things Heard & Seen
The Unholy
V/H/S/94
Venicephrenia
Wrong Turn
You Are Not My Mother
2022
Abandoned
Barbarian
Bed Rest
Blood
The Cellar
Christmas Bloody Christmas
The Communion Girl (aka La niña de la comunión)
Dark Nature
The Elderly (origineel: Viejos)
Grimcutty
Halloween Ends
The Harbinger
Hatching (origineel: Pahanhautoja)
Hellblazers
Hellraiser
The Invitation
Jeepers Creepers: Reborn
The Legend of La Llorona
The Long Night
M3GAN
Men
Mid-Century
Moloch
Mr. Harrigan's Phone
Orphan: First Kill
Out of Darkness
Pearl
Prey for the Devil
The Price We Pay
The Reef: Stalked
Room 203
Scream (aka Scream 5)
Smile
Talk to Me
Texas Chainsaw Massacre
They/Them
They Live in the Grey
Torn Hearts
The Twin
Venus
V/H/S/99
X
You Won't Be Alone
2023
Abruptio
The Angry Black Girl and Her Monster
Beau Is Afraid
Bird Box Barcelona
The Boogeyman
Brooklyn 45
Bury the Bride
The Cello
Clock
El club de los lectores criminales (aka Killer Book Club)
Cobweb
Consecration
Dark Harvest
Deliver Us
Evil Dead Rise
The Exorcist: Believer
Five Nights at Freddy's
Hell House LLC Origins: The Carmichael Manor
Hermana Muerte (aka Sister Death)
Infinity Pool
In My Mother's Skin
Insidious: The Red Door
It Lives Inside
Knock at the Cabin
The Last Voyage of the Demeter
Late Night with the Devil
Nefarious
No One Will Save You
The Nun II
The Offering (aka Abyzou)
Organ Trail
Perpetrator
Pet Sematary: Bloodlines
The Pope's Exorcist
The Sacrifice Game
Saw X
Scream VI
Sewu Dino
The Strays
Suitable Flesh
There's Something Wrong with the Children
V/H/S/85
When Evil Lurks (aka Cuando acecha la maldad)
Winnie-the-Pooh: Blood and Honey
You're Killing Me
2024
Abigail
Cuckoo
Des Teufels Bad
The First Omen
Håndtering av udøde
I Saw the TV Glow
Imaginary
Immaculate
Jimmy
Longlegs
Mootorsaed laulsid
Night Swim
A Quiet Place: Day One
The Shrouds
Spin the Bottle
The Strangers: Chapter 1
The Substance
Tarot
Terrifier 3
The Watchers
Winnie-the-Pooh: Blood and Honey 2
2025
Bambi: The Reckoning
Bring Her Back
Clown in a Cornfield
Companion
Death of a Unicorn
Fear Street: Prom Queen
Heart Eyes
I Know What You Did Last Summer
The Monkey
Peter Pan's Neverland Nightmare
Rabbit Trap
Sinners
Den stygge stesøsteren
Wolf Man